# 朱志偉 (武術運動員)
朱志偉（葡萄牙語：Chu Chi Wai），澳門男子武術運動員。

## 簡歷
朱志偉的父親朱奮發是一名武術教練，受父親影響，他自幼便開始學習武術，但後來曾一度放棄。至10歲時，朱父開辦了自己的武館，朱志偉便再度重回武館訓練；至15歲時，他首次代表澳門出戰亞洲青少年武術錦標賽，最終以0.01分之差得到第四名。。
朱志偉其妹朱雅如亦為武術運動員。
2011年，朱志偉出戰土耳其安卡拉舉行的世界武術錦標賽，在男子劍術項目以9.67分奪得金牌。

## 榮譽
- 澳門特區政府嘉獎

功績獎狀（2006年）
體育功績勳章（2011年）
- 澳門傑出運動員選舉

「澳門傑出青少年運動員」 （2009年）
「澳門傑出運動員」（2011年、2013年- 共2次當選）